# Eva Johansson
Eva Hedvig Johansson (født 25. februar 1958 i København) er en dansk operasanger (sopran).

## Biografi
Efter skolegang på Ingrid Jespersens Skole og studentereksamen i 1977, blev Eva Johansson optaget på Det Kongelige Danske Musikkonservatorium i 1977, og i 1981 fortsatte hun på Operaakademiet. Allerede i 1982 tegnede hun en femårskontrakt med Det Kongelige Teater, hvor hun sang som solist samtidig med færdiggørelse af uddannelsen. Hun debuterede i 1983 i rollen som Grevinden i Figaros Bryllup. Siden 1988 har Eva Johansson været ansat ved Deutsche Oper i Berlin. Hun har sideløbende optrådt som gæstesanger i bl.a. Israel, Spanien, Frankrig, Østrig, England, Japan og USA. I perioden 1988-1993 medvirkede hun ved Festspillene i Bayreuth, hvor hun sang Elsa i Lohengrin og Freja i Rhinguldet. Hun fik sin debut på Metropolitan Operaen i New York i 1998 som Eva i Mestersangerne i Nürnberg.
Som dramatisk sopran har hendes vigtigste roller fortrinsvis været i operaer af Richard Wagner og Richard Strauss. Hertil hører ud over de allerede nævnte Senta i Den flyvende hollænder, Elisabeth i Tannhäuser, Isolde i Tristan og Isolde, Kejserinden i Kvinden uden skygge og titelrollerne i Elektra, Salome og Ariadne på Naxos. I de senere år er hun også begyndt at synge tungere partier som f.eks. Brünhilde i både Valkyrien og Ragnarok.
Hendes optræden er kendetegnet ved stort vokalt overskud, dramatisk nerve og en stærk scenisk udstråling.
Eva Johansson har siden den 16. august 1994 været gift med østrigeren Herwig Oswalder, der er bratschist ved Deutsche Oper.

## Hædersbevisninger
- 1988 Aksel Schiøtz-Prisen
- 1994 Ingrid Jespersens Legat
- 2001 Berliner Kammersängerin
- 2005 Reumertprisen (Årets Sanger)

- Evajohansson.dk Arkiveret 23. oktober 2020 hos  Wayback Machine Officiel hjemmeside
- Eva Johansson i Dansk Kvindebiografisk Leksikon på Lex.dk, tidl. Kvinfo.dk